# Nel sole
Pour plus de détails, voir Fiche technique et Distribution.
Nel sole est un musicarello italien réalisé par Aldo Grimaldi et sorti en 1967.
C'est sur le tournage de ce film qu'Al Bano (qui fait ses débuts au cinéma) et Romina Power (qui en est à son quatrième film) se sont rencontrés pour la première fois, avant de fonder leur duo musical Al Bano et Romina Power.

## Synopsis
Carlo est un jeune lycéen pauvre qui travaille comme serveur et est aidé par ses amis Franco et Ciccio, le chauffeur et le majordome de la belle Ivana. Carlo fait croire à ses camarades de classe qu'il est un riche fils à papa et qu'il vit dans la villa d'Ivana, afin de pouvoir vivre son histoire d'amour avec Lorena, une femme de haut rang. La situation se complique : un soir, un ami de Lorena voit Carlo travailler dans un restaurant et, quelques jours plus tard, le même garçon s'invite avec tout le groupe chez Carlo pour une fête.
Ivana rentre tôt d'un voyage, juste au moment de la fête, mais la situation l'amuse et elle joue le jeu avec Carlo en se faisant passer pour sa sœur. L'ami de Lorena, cependant, ne se laisse pas abattre et, pour en avoir le cœur net, il emmène toute la compagnie dîner dans le restaurant où travaille Carlo. Après avoir été humilié, Carlo perd son emploi et ne va plus à l'école. Il entame alors une relation avec Ivana, profitant du confort et du divertissement et tournant le dos à ses amis.
Mais sa nouvelle condition est de courte durée lorsque Ivana s'avère être la maîtresse d'un riche ingénieur et lui demande de partir en vacances pendant qu'il est en ville. Carlo est furieux car il ne veut la partager avec personne. Pour se débarrasser d'elle, elle organise le vol d'un bijou par Carlo. Pendant ce temps, les examens de maturité approchent et Franco et Ciccio tentent de convaincre les professeurs d'admettre Carlo malgré ses absences. Lorena est toujours amoureuse du garçon et s'efforce de le disculper du vol. Un dénouement joyeux se profile à l'horizon pour tout le monde.

## Fiche technique
- Titre original : Nel sole ou I due camerieri[1],[2]
- Réalisation : Aldo Grimaldi
- Scénario : Mario Amendola, Bruno Corbucci, Giovanni Grimaldi, Aldo Grimaldi, Ettore Maria Fizzarotti
- Photographie : Claudio Ragona
- Montage : Daniele Alabiso (it)
- Musique : Pino Massara (it)
- Décors : Francesco Cuppini
- Production : Gilberto Carbone
- Sociétés de production : Mondial TE-FI (Rome)
- Format : couleurs - Son mono - 35 mm
- Pays de production :  Italie
- Langue de tournage : italien
- Genre : musicarello
- Durée : 107 minutes
- Dates de sortie : 
  - Italie : 22 décembre 1967

## Distribution
- Al Bano : Carlo Carrera
- Romina Power : Lorena Vivaldi
- Linda Christian Laura Vivaldi
- Mirella Pamphili : Attilia
- Enrico Montesano : Francesco Alessandroni
- Loretta Goggi : Giulia Cantini
- Carlo Giordana : Giorgio Castelli Giorgio Castelli
- Hélène Chanel : Ivana Vannucci
- Nino Taranto : professeur de physique
- Antonella Steni : professeur d'histoire de l'art
- Franco Franchi Franco Sparapaoli conducteur
- Ciccio Ingrassia : majordome de Ciccio
- Vincenzo Crocitti : un étudiant
- Walter Brugiolo : Luca
- Enzo Maggio : Giacomo
- Roland Bartrop : diplomate allemand
- Fulvio Mingozzi : le père de Lorraine
- Carlo Taranto : un professeur

## Suite
Le film a connu une suite : L'oro del mondo, sorti un an plus tard.